# Happy (Texas)
Happy város az USA Texas államában, Randall megyében. Lakosainak száma 602 fő (2020. április 1.).

## Népesség
A település népességének változása:
| Lakosok száma | 648  | 678  | 602  |
|               | 2000 | 2010 | 2020 |